# Супичич, Иван
Иван Супичич (хорв. Ivan Supičić; 18 июля 1928, Загреб) — хорватский музыковед, действительный член Хорватской академии наук и искусств (1983).
Окончил Загребскую академию музыки как пианист, далее изучал музыковедение в Сорбонне. В 1961—1964 гг. работал в Париже в Национальном центре научных исследований, в 1962 г. защитил докторскую диссертацию. Затем до 1988 г. преподавал в Загребском университете, в 1967—1968 гг. приглашённый профессор Гарвардского университета. В 1970 г. основал в Загребе и на протяжении многих лет возглавлял международный научный журнал International Review of the Aesthetics and Sociology of Music. Одновременно в 1979—1993 гг. профессор Страсбургского университета.
Автор многочисленных обзорных трудов по национальной культурной истории, в том числе «Ранний период хорватской культуры» (хорв. Rano doba hrvatske kulture; 1997), «Средние века и Ренессанс» (хорв. Srednji vijek i renesansa; 2000), «Барокко и Просвещение» (хорв. Barok i prosvjetiteljstvo; 2007).
В 1982—1987 гг. президент Международного музыковедческого общества. В середине 1990-х гг. возглавлял хорватскую национальную комиссию по сотрудничеству с ЮНЕСКО. Соучредитель и один из руководителей Хорватского музыковедческого общества и национального Христианского общества учёных, в 2003—2006 и 2011 гг. главный редактор его журнала Nova prisutnost.
В 1973 г. избран членом-корреспондентом Хорватской академии наук и искусств, с 1983 г. полный член, в 1978—1997 и 2003—2006 гг. секретарь Отделения музыки и музыковедения. Член-корреспондент Словенской академии наук и искусств (1981).